# Izabelin (gmina Krzymów)
Izabelin – wieś w Polsce, położona w województwie wielkopolskim, w powiecie konińskim, w gminie Krzymów.
W latach 1975–1998 miejscowość należała administracyjnie do województwa konińskiego.